# Giovanni Francesco Penni

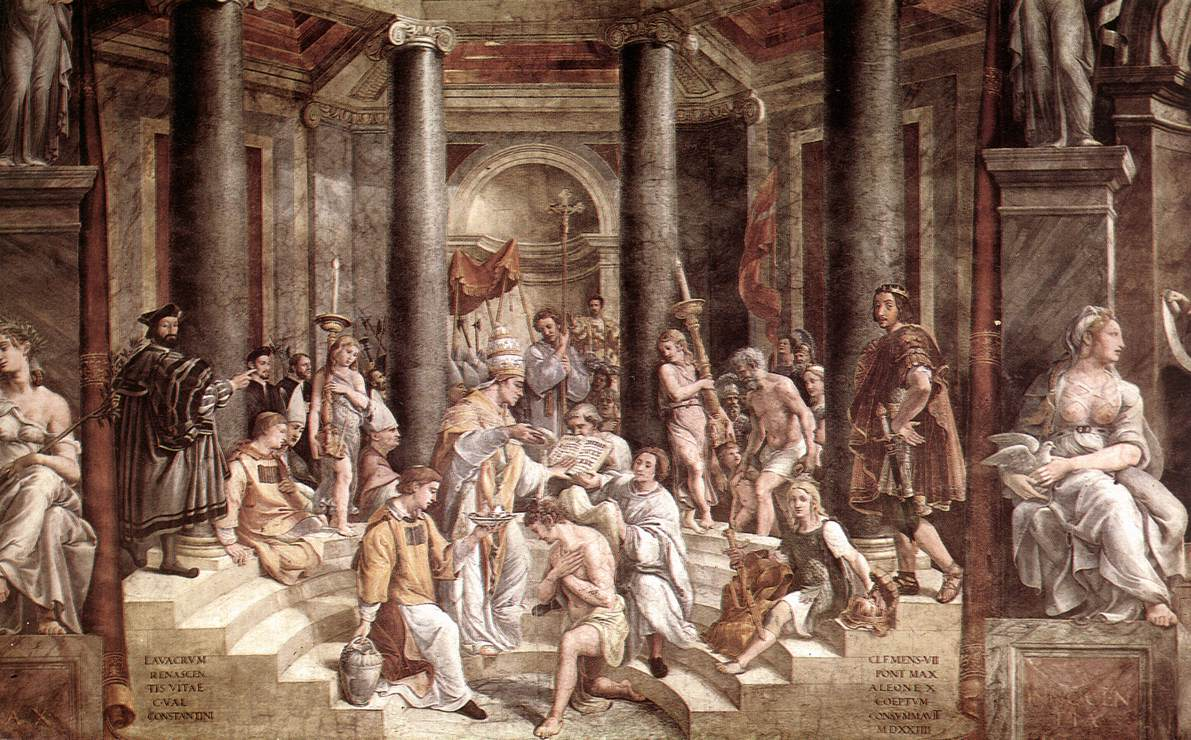
El baptisme de Constantí

Giovanni Francesco Penni, Florència, 1488 - Nàpols, 1528, fou un pintor italià del segle xvi, pertanyent a l'escola romana i alumne de Rafael pel que era conegut també com a "il fattorino di Raffaelo".
Després de la mort de Rafael el 1520, s'encarregà al costat de Giulio Romano de completar els frescs del Baptisme de Constantí a les Estances de Rafael als Museus Vaticans.

## Altres obres
- L'amor i Pisquis al Palau Farnese.
- Noli me tangere. Museu del Prado. Madrid